# Milford (New Hampshire)
Pour les articles homonymes, voir Milford.
Milford est une ville du comté de Hillsborough dans l'État du New Hampshire aux États-Unis. Sa population était de 15 115 habitants au recensement de 2010. 
Située sur la rivière Souhegan, la ville a une superficie totale de 66 kilomètres carrés.

## Source
- (en) Cet article est partiellement ou en totalité issu de l’article de Wikipédia en anglais intitulé « Milford, New Hampshire » (voir la liste des auteurs).